# Atlantidrilus vulnus
Atlantidrilus vulnus är en ringmaskart som först beskrevs av Erséus 1983.  Atlantidrilus vulnus ingår i släktet Atlantidrilus och familjen glattmaskar. Inga underarter finns listade i Catalogue of Life.